# Chế độ Quân điền
Quân điền chế (tiếng Trung: 均田制) là một thể chế về sở hữu và phân phối đất đai trong lịch sử Trung Quốc từ thời Lục triều đến giữa thời nhà Đường.
Thời nhà Hán, chế độ Tỉnh điền dần đã không còn được sử dụng ở Trung Quốc, mặc dù các nhà cải cách như Vương Mãng đã cố gắng khôi phục nó. Thay vào đó, chế độ Quân điền được đưa vào áp dụng vào khoảng năm 485, do Bắc Ngụy Hiếu Văn Đế áp dụng tại một vương quốc không phải người Hán ở Bắc Trung Quốc, trong thời kỳ Nam - Bắc triều. Thể chế này cuối cùng đã được các triều đình khác chấp nhận và tiếp tục sử dụng nó qua các triều đại Tùy - Đường.

## Nền tảng
Thể chế này hoạt động trên cơ sở hầu hết đất đai thuộc sở hữu của triều đình, sau đó sẽ giao cho các gia đình quản lý. Mỗi cá nhân, kể cả nô lệ, được hưởng một diện tích ruộng đất nhất định, tùy thuộc vào khả năng cung ứng lao động của họ. Ví dụ, những người đàn ông khỏe mạnh đã nhận được 40 mẫu đất (tương đương khoảng 1,1 ha hoặc 2,7 mẫu Anh), trong khi phụ nữ nhận được ít hơn, và nhiều khoản đất được cấp thêm một con bò thuộc sở hữu của gia đình. Sau khi người được giao quản lý đất chết, đất sẽ được giao lại cho triều đình để được phân phối lại, mặc dù các điều khoản được cho phép để thừa kế đất cần phát triển lâu dài, chẳng hạn như trang trại cho dâu tằm (đối với tằm).
Thế chế này được dự định để thúc đẩy sự phát triển của đất đai và để đảm bảo rằng không có đất nông nghiệp nào bị bỏ hoang. Điều này ngăn cản giới quý tộc phát triển các cơ sở quyền lực lớn bằng cách độc quyền các lĩnh vực, và cho phép người dân thường tham gia vào canh tác và đảm bảo sinh kế của họ. Từ những điều này, triều đình đã có thể phát triển một cơ sở thuế và làm chậm quá trình tích tụ đất đai bằng những bất động sản rộng lớn. Điều này cũng được các triều đại nhà Đường sử dụng để phá vỡ chu kỳ triều đại. Chu kỳ triều đại là ý tưởng rằng tất cả các triều đại sẽ chấm dứt và điều này sẽ ngăn chặn nó bằng cách người dân nhận được đất từ triều đình; điều này làm cho họ cảm thấy như triều đình đã cho họ một cái gì đó mặc dù nó không bao giờ rời đi.

## Sự sụp đổ
Thể chế này cuối cùng cũng ngừng áp dụng sau loạn An Sử, khi triều đình  bắt đầu mất quyền kiểm soát tập trung đối với các lãnh thổ của mình. Mặc dù tất cả các vùng đất trên lý thuyết thuộc về triều đình, các gia đình quý tộc đã có thể có được đất đai một cách hợp pháp và có thể xây dựng tài sản của họ. Các tự viện Phật giáo cũng vậy, đã kiểm soát nhiều khu ruộng đất rộng lớn. Nông dân thường làm thuê cho các gia đình địa chủ và trở thành nông nô hoặc nô tỳ trong thời gian xảy ra thiên tai và xung đột để đảm bảo an ninh của chính họ. Việc mất dần đất đai chịu thuế là một lý do cho sự suy tàn của nhà Đường. Mô hình địa chủ giữ đất do nông dân thuê canh tác sẽ tiếp tục trong suốt phần còn lại của lịch sử Trung Quốc cho đến khi thành lập Cộng hòa Nhân dân Trung Hoa vào năm 1949.

## Ảnh hưởng ở Nhật Bản
Chế độ Quân điền đã được Nhật Bản áp dụng  do kết quả của cải cách Taika do Thánh Đức Thái tử thực hiện (xem Ritsuryō), mặc dù vẫn còn tranh cãi về mức độ áp dụng thực sự. Các hành tỉnh gần kinh đô bị quản lý và đánh thuế chặt chẽ hơn, khiến nông dân phải chạy trốn đến các hành tỉnh xa xôi. Ở Nhật Bản cũng vậy, thể chế này không còn được sử dụng khi đất đai trở lại sở hữu tư nhân; các sắc chỉ năm 723 cho rằng các vùng đất mới phát triển có thể được thừa kế trong ba thế hệ trong khi một nghị định sau đó vào năm 743 cho phép các vùng đất phát triển này được giữ vĩnh viễn. Đến năm 800, kế hoạch phân phối lại đất đai thực tế đã bị hủy bỏ do điều tra dân số và phân phối trở nên không thường xuyên. Tuy nhiên, thể chế này vẫn tồn tại, ít nhất là trên lý thuyết, trong nhiều năm sau đó.